# Marian Kisielewski
Marian Antoni Kisielewski ps. „Bogusz”, „Litawor”, „Selim” (ur. 16 stycznia 1896 w Barczkowie, zm. 20 sierpnia 1986 w Krakowie) – pułkownik Wojska Polskiego, działacz niepodległościowy, kawaler Orderu Virtuti Militari.

## Życiorys
Urodził się 16 stycznia 1896 w Barczkowie, w ówczesnym powiecie bocheńskim Królestwa Galicji i Lodomerii, w rodzinie Ludwika (1855–1916) i Stefanii Fischer (Fiszer). Był bratem Ludwika Konstantego (ur. 1898), rolnika, podporucznika administracji, odznaczonego Medalem Niepodległości i Stefana (1900–1939), podporucznika pospolitego ruszenia kawalerii, również odznaczonego Medalem Niepodległości, oficera 1 morskiego pułku strzelców.
W czasie I wojny światowej walczył w szeregach 2 pułku piechoty Legionów Polskich. 14 kwietnia 1919 jako podoficer byłych Legionów Polskich służący w Inspektoracie Legionów Polskich w Jabłonnie został mianowany podporucznikiem w piechocie. 1 czerwca 1921 pełnił służbę w 2 Dywizji Piechoty Legionów, a jego oddziałem macierzystym był 2 pułk piechoty Legionów. 3 maja 1922 został zweryfikowany w stopniu porucznika ze starszeństwem od 1 czerwca 1919 i 385. lokatą w korpusie oficerów piechoty. W latach 1923–1924 był przydzielony z macierzystego pułku do 2 Dywizji Piechoty Legionów w Kielcach na stanowisko II oficera sztabu. 1 grudnia 1924 prezydent RP nadał mu stopień kapitana z dniem 15 sierpnia 1924 i 68. lokatą w korpusie oficerów piechoty. Po 1924 został przeniesiony do 4 pułku piechoty Legionów w Kielcach. W czerwcu 1934 ogłoszono jego przeniesienie do 2 pp Leg. w Sandomierzu. Na stopień majora został awansowany ze starszeństwem z 19 marca 1937 i 22. lokatą w korpusie oficerów piechoty. Później został wyznaczony na stanowisko dowódcy III batalionu 2 pp Leg. Obowiązki służbowe łączył z funkcją kierownika Placówki Sandomierz Okręgu Kielce Związku Legionistów Polskich.
W czasie kampanii wrześniowej walczył jako szef sztabu Sieradzkiej Brygady Obrony Narodowej. W czasie okupacji niemieckiej był inspektorem w Okręgu Kraków Armii Krajowej. Po zakończeniu II wojny światowej został przyjęty do ludowego Wojska Polskiego. Od maja do listopada 1945 dowodził 1 pułkiem piechoty.
Zmarł 20 sierpnia 1986 w Krakowie. 26 sierpnia 1986 został pochowany w grobowcu rodzinnym na cmentarzu Rakowickim (kwatera PAS 53, rząd południowy).
Był żonaty z Eugenią z Lewandowskich (1903–1981), z którą miał córkę Annę Proszkowską (1925–2019) i syna.
Pozostawił album sylwetek-karykatur oficerów 2 Dywizji Piechoty Legionów. Album, po II wojnie światowej, wręczył marszałkowi Polski Michałowi Rola-Żymierskiemu, ale ten nie przyjął go i zwrócił autorowi z dedykacją: „Kochany Pułkowniku! Serdecznie dziękuję za ten miły dowód pamięci – jednak tego podarunku przyjąć nie mogę, gdyż nie mogę pozbawiać Was waszego dorobku sprzed 20 lat, uratowanego z ostatniej wojny”, a prywatnie miał dodać: „Jak nie chcesz tego mieć u siebie, to bardzo dobrze byłoby oddać to do muzeum wojska”.

## Ordery i odznaczenia
- Krzyż Srebrny Orderu Wojskowego Virtuti Militari[1]
- Krzyż Niepodległości – 6 czerwca 1931 „za pracę w dziele odzyskania niepodległości”[29][30][3][31]
- Krzyż Walecznych czterokrotnie – 1922 „za czyny orężne w czasie bojów Legionów Polskich”[32][33][34][35][1][36]
- Złoty Krzyż Zasługi – 1938 „za zasługi na polu pracy społecznej”[37]
- Srebrny Krzyż Zasługi – 10 listopada 1928 „w uznaniu zasług, położonych na polu pracy w poszczególnych działach wojskowości”[38][39]
- Krzyż Partyzancki[1]
- Medal Zwycięstwa[34][35]